# Java
Java (indonesiska: Jawa) är en ö i Indonesien. Här ligger både landets huvudstad, Jakarta, och landets näst största stad, Surabaya. Java är världens folkrikaste ö och mycket tätbefolkad.
Java ligger i en kedja av öar med Sumatra i nordväst, Bali i öst, Borneo i nordöst och Julön i söder. Den är världens trettonde största ö. Ursprunget är nästan helt och hållet vulkaniskt, och inte mindre än 38 berg har den koniska form som visar att de vid någon tid varit aktiva vulkaner. Javas högsta berg Semeru är en fortfarande aktiv vulkan.
Vanliga turistmål på ön är staden Yogyakarta, buddhisttemplet Borobudur och Prambanan, Javas största hinduistiska tempel.

## Historia
Den första statsbildningen på Java, Tarumanagara, är daterad till runt år 450 e.Kr. Det upplöstes av en invasion av Shrivijayariket 669, som sedan länge dominerade ön från Sumatra. Det har funnits många olika kungadömen med sina säten på ön, bland dem kungariket Medang (717-1017), som lät uppföra det berömda Borobudur. Vissa av dessa lokala riken dominerade de övriga, så som kungariket Kediri (1045-1222), Singhasari (1222-1292) och Majapahit (1293-1498), vars ledande brukar kallas Javas guldålder. Dess sista inhemska monarki var sultanatet Mataram. Det existerade mellan cirka 1570 och år 1755, då Java blev del av Nederländerna. Nederländerna kontrollerade ön tills den blev självständig tillsammans med resten av Indonesien 1949.

## Administrativ indelning
Java är indelat i fyra provinser (Banten, Jawa Barat, Jawa Tengah, Jawa Timur), en speciell region, daerah istimewa (Yogyakarta) och ett speciellt huvudstadsdistrikt, daerah khusus ibukota (Jakarta).

## Språk

De javanesiska språkens respektive utbredning.

Javaneser är i regel tvåspråkiga. Det historiskt viktigaste språket på Java är javanesiska, som talas av 97 procent av befolkningen på centrala Java och omkring 75 procent av befolkningen på östra Java. Andra större språk är balinesiska, maduresiska och sundanesiska. De flesta invånare talar indonesiska som andraspråk. Den stora majoriteten av befolkningen på Java (över 95 %) talar även nationalspråket indonesiska (infört 1927), som förstaspråk eller mer eller mindre flytande andraspråk.
Javanesisk skrift används ibland fortfarande för att skriva de lokala språken och arabiska i vissa religiösa sammanhang för den muslimska majoriteten, men det latinska alfabetet dominerar sedan 1950-talet. Trafikskyltningen följer internationell standard.